# Kreisfeuerwehrbereitschaft
Unter Kreisfeuerwehrbereitschaft (KFB) versteht man in Deutschland überörtlich einsetzbare Einheiten der Feuerwehren, die namensgebenderweise regelmäßig Verbandsstärke (Bereitschaftsstärke) besitzen.

## Allgemein
Kreisfeuerwehrbereitschaften kommen immer dann zum Einsatz, wenn die örtlich zuständigen Feuerwehrkräfte nicht alleine fähig sind, den Einsatz zu bewältigen oder es sich um einen Einsatz handelt, bei dem Spezialgerät benötigt wird. Dies können beispielsweise Großbrände oder Gefahrgut- beziehungsweise ABC-Einsätze sein. Da die Gesetzgebungskompetenz für den Bereich Feuerwehr in Deutschland Länderangelegenheit ist, gibt es für Deutschland keine einheitliche Benennung für Einheiten die inner- und außerhalb des eigenen Landkreises Hilfe bei Großschadenslagen, Spezialaufgaben und im Katastrophenfall leisten. Die meisten Bundesländer haben aber für ihr Staatsgebiet Gesetze und Verordnungen erlassen, welche die Landkreise dazu verpflichten, solche Einheiten aufzustellen.
Das System der Kreisfeuerwehrbereitschaften hat zwei große Vorteile:
1. Es erlaubt gezielt und zugleich großräumig weitere Einsatzkräfte zu alarmieren und ermöglicht den direkt um den Einsatzort liegenden Feuerwehren noch Personal zur Verfügung zu haben, um mögliche weitere Einsätze abarbeiten zu können,
2. Für Spezialaufgaben muss nicht jede Feuerwehr ausgerüstet werden, da die wenigen Feuerwehren, die mit dem Material ausgerüstet sind, für den ganzen Landkreis zur Verfügung stehen.

Für diese beiden Vorteile wird eine längere Zeit zwischen Alarmierung und Ankunft am Einsatz in Kauf genommen.
Die KFB wird vom Kreisbereitschaftsführer geführt. Die in der KFB eingegliederten Züge mit fachbezogenen Gruppen sind taktisch selbständig und werden von Zugführern geführt. Solche Züge können sein:
- Fachzug Wasserförderung
- Fachzug Wassertransport
- Fernmeldezug oder andere Informations- und Kommunikationseinheiten
- Gefahrstoffzug bzw. -gutzug oder ABC-Zug
- Logistik- und Versorgungszug
- Rüstzug

Die Kreisfeuerwehrbereitschaften können auch anders bezeichnet werden:
- Brandschutzeinheit (Brandenburg)
- Hilfeleistungskontingent (Bayern[1][2], soweit sie denn von Feuerwehren gestellt werden)
- Einheiten der Fachdienste (Sachsen-Anhalt[3]; siehe auch unten)

Derartige Einheiten können in manchen Ländern auch abweichende Stärke besitzen und von anderen Behörden und Organisationen als der Feuerwehr gestellt werden.

## Situation in Sachsen-Anhalt
Mit dem Aufstellungserlass Katastrophenschutz vom 24. Januar 2011 wurden die Kreisfeuerwehrbereitschaften in Sachsen-Anhalt offiziell aufgelöst. An deren Stelle wurden die Einheiten der Katastrophenschutzfachdienste in Dienst gestellt. Gemäß §3 Abs. 2 Nr. 3 des Brandschutzgesetzes LSA sind die Landkreise zur Aufstellung von Feuerwehreinheiten für besondere Einsätze verpflichtet. Es geht aber nicht daraus hervor, welche Einheiten oder wie diese Einheiten aufzustellen sind. In der Praxis sieht es so aus, dass die Einheiten nach dem Katastrophenschutzgesetz existieren. Extra Einheiten nach dem Brandschutzgesetz werden nicht aufgestellt, sondern die Einheiten nach dem Katastrophenschutzgesetz mitgenutzt.